# Gabriel Ejrnæs
Aksel Gabriel Ejrnæs, født Petersen, var en dansk civilingeniør og fodboldspiller.
Ejrnæs spillede i Akademisk Boldklub, som han vandt det danske mesterskab med i 1921.
Gabriel Ejrnæs var svigerfar til forfatterinden Anne Marie Ejrnæs.  